# Захаров, Константин Фёдорович
Константи́н Фёдорович Заха́ров (2 апреля 1919, Иваново-Вознесенск — 13 января 1944, Мозырский район, Полесская область) — капитан Рабоче-крестьянской Красной армии, участник Великой Отечественной войны, Герой Советского Союза (1944).

## Биография
Константин Захаров родился 2 апреля 1919 года в Иваново-Вознесенске.

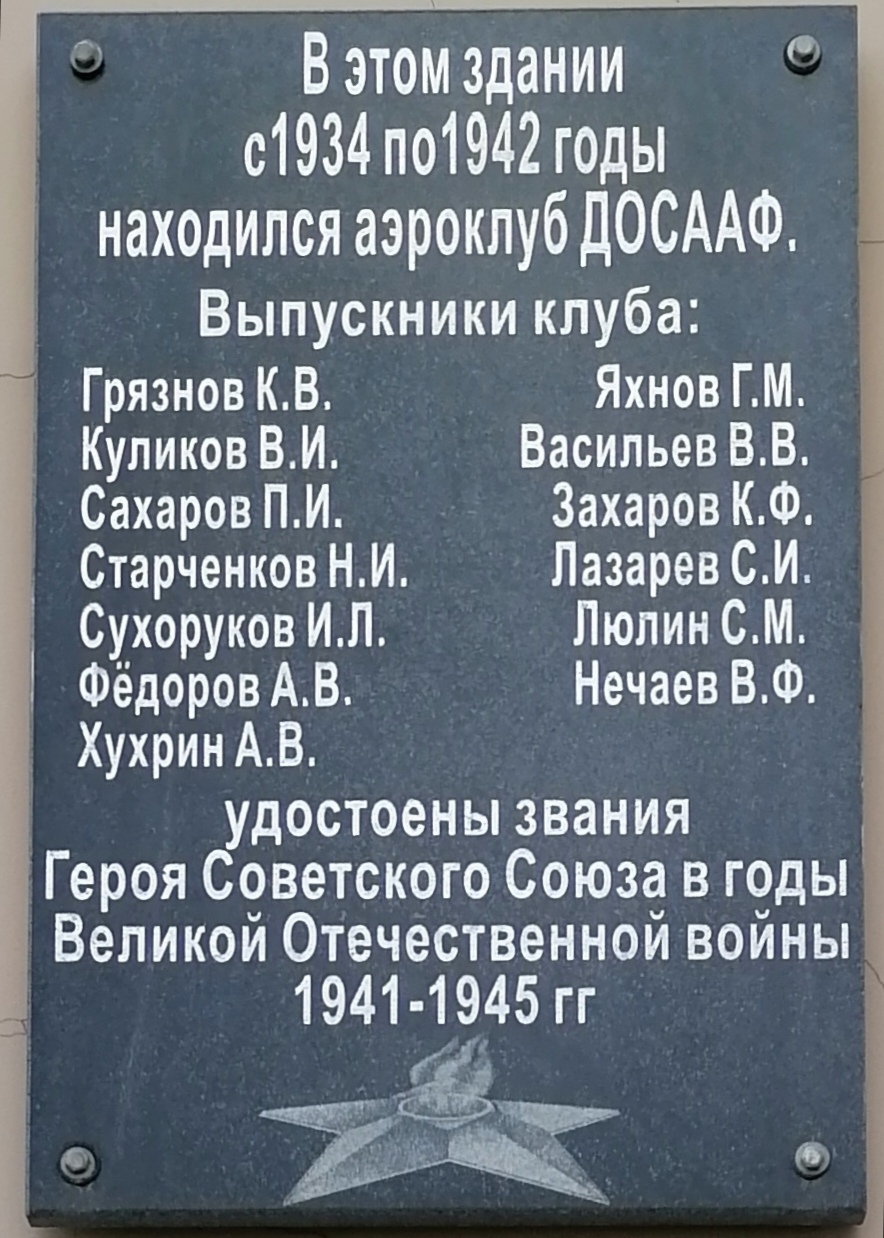
Мемориальная доска в Иванове, ул. Красной Армии, 3/5

Окончил школу, один курс Ивановского химического техникума и аэроклуб. В 1937 году Захаров был призван на службу в Рабоче-крестьянскую Красную армию. В августе 1939 года он окончил Пермскую военную авиационную школу им. В. М. Молотова и получил назначение в 24-й истребительный авиационный полк Московского военного округа. С первых дней Великой Отечественной войны — на её фронтах. Принимал участие в боях на Западном, Брянском, Центральном и Белорусском фронтах. Участвовал в битве за Москву, Курской битве. Летал на самолётах «И-16», «МиГ-3», «Як-7б», «Як-9».
К январю 1944 года капитан Константин Захаров командовал эскадрильей 233-го истребительного авиаполка 234-й истребительной авиадивизии 16-й воздушной армии Белорусского фронта. К тому времени он совершил 190 боевых вылетов, принял участие в 41 воздушном бою, сбив 16 вражеских самолётов лично. 13 января 1944 года во время штурмовки немецкой автомобильной колонны, когда самолёт Захарова был подбит, лётчик направил его на скопление войск противника. Похоронен в Мозыре.

## Награды
Указом Президиума Верховного Совета СССР от 2 августа 1944 года за «образцовое выполнение боевых заданий командования на фронте борьбы с немецкими захватчиками и проявленные при этом мужество и героизм» капитан Константин Захаров посмертно был удостоен высокого звания Героя Советского Союза. Также был награждён орденом Ленина, двумя орденами Красного Знамени, орденом Отечественной войны I-й степени.

## Память
В честь Захарова названа улица в Иванове.